# Arthur Harari
Arthur Harari (Parigi, 1981) è un regista, sceneggiatore e attore francese.
Ha vinto l'Oscar alla migliore sceneggiatura originale per Anatomia di una caduta.

## Biografia
Nipote dell'attore Clément Harari, è fratello minore del direttore della fotografia Tom Harari e del fumettista Lucas Harari. Ha studiato cinema all'università di Parigi 8.
Per il suo secondo lungometraggio da regista, la co-produzione internazionale interamente girata in giapponese Onoda - 10.000 notti nella giungla, ha ricevuto il premio César per la migliore sceneggiatura originale, il premio Louis-Delluc e il premio al miglior film francese del sindacato francese della critica cinematografica.
È il compagno della cineasta Justine Triet, con cui ha due figlie. Ha recitato e ha collaborato alla sceneggiatura in alcuni suoi film.

## Filmografia

### Regista e sceneggiatore
- Des jours dans la rue – cortometraggio (2005)
- La Main sur la gueule – mediometraggio (2007)
- Peine perdue – cortometraggio (2013)
- Diamant noir (2016)
- Onoda - 10.000 notti nella giungla (Onoda, 10 000 nuits dans la jungle) (2021)

### Solo sceneggiatore
- Sibyl - Labirinti di donna (Sibyl), regia di Justine Triet (2019)
- Anatomia di una caduta (Anatomie d'une chute), regia di Justine Triet (2023)

### Attore
- La Bataille de Solférino, regia di Justine Triet (2015)
- Sibyl - Labirinti di donna (Sibyl), regia di Justine Triet (2019)
- Il caso Goldman (Le Procès Goldman), regia di Cédric Kahn (2023)
- Anatomia di una caduta (Anatomie d'une chute), regia di Justine Triet (2023)

## Riconoscimenti
- Premio Oscar
  - 2024 – Miglior sceneggiatura originale per Anatomia di una caduta
- Golden Globe
  - 2024 – Miglior sceneggiatura per Anatomia di una caduta
- Premio César
  - 2017 – Candidatura alla migliore opera prima per Diamant noir
  - 2022 – Miglior sceneggiatura originale per Onoda - 10.000 notti nella giungla
  - 2022 – Candidatura al miglior regista per Onoda - 10.000 notti nella giungla
  - 2024 – Migliore sceneggiatura originale per Anatomia di una caduta
  - 2024 – Candidatura al migliore attore non protagonista per Il caso Goldman
- Premio Lumière
  - 2022 – Candidatura al miglior regista per Onoda - 10.000 notti nella giungla
  - 2022 – Candidatura alla miglior sceneggiatura per Onoda - 10.000 notti nella giungla
  - 2024 – Miglior sceneggiatura per Anatomia di una caduta
  - 2024 – Candidatura alla migliore promessa maschile per Il caso Goldman
- European Film Awards
  - 2023 – Miglior sceneggiatura per Anatomia di una caduta
- Gotham Independent Film Awards
  - 2023 – Miglior sceneggiatura per Anatomia di una caduta

## Doppiatori italiani
Nelle versioni in italiano dei suoi film, Arthur Harari è stato doppiato da:
- Oliviero Cappellini in Sibyl - Labirinti di donna
- Francesco Pezzulli ne Il caso Goldman